# Biocide
Un biocide est défini dans l'Union européenne comme substance ou mélange de substances actives, destinée(s) à détruire ou inactiver ou dissuader tout organisme indésirable, par tout moyen autre qu'une simple action physique ou mécanique (voir définition plus précise plus bas) ;
Il existe plusieurs façons de classer les biocides entre eux. La notion de biocide est générale et englobe des sous groupes de substances ou moyens  concernant notamment divers domaines de l'hygiène générale, alimentaire et médicale notamment, ou des domaines industriels, agricoles et vétérinaires. Y figurent autre quatre grandes catégories : les désinfectants ; divers produits de protection ; des produits de lutte contre les "pestes" (espèces dites « nuisibles ») ; et divers autres produits biocides. 

Un sous-ensemble des biocides est celui des pesticides. Étymologiquement, les pesticides sont destinés à contrôler les pestes par une action physique, chimique ou biologique, groupe qui, dans les secteurs agricole et du jardinage, contient un autre sous-ensemble : celui des produits phytosanitaires, destinés à plus spécifiquement protéger les végétaux[Pas dans la source].
Tout biocide est susceptible d'avoir des effets sur l'homme, l'animal ou l'environnement ; par méconnaissance ou via une mauvaise utilisation, il peut porter préjudice à la santé ou à l’environnement. Les biocides deviennent souvent des micropolluants diffus, et parfois des polluants émergents. Pour cette raison, ils font l’objet d’un encadrement réglementaire strict, aux plans européen et national. La réglementation vise à ce que chaque produit biocide mis sur le marché soit efficace avec des risques acceptables.

## Précautions, phénomènes de résistance

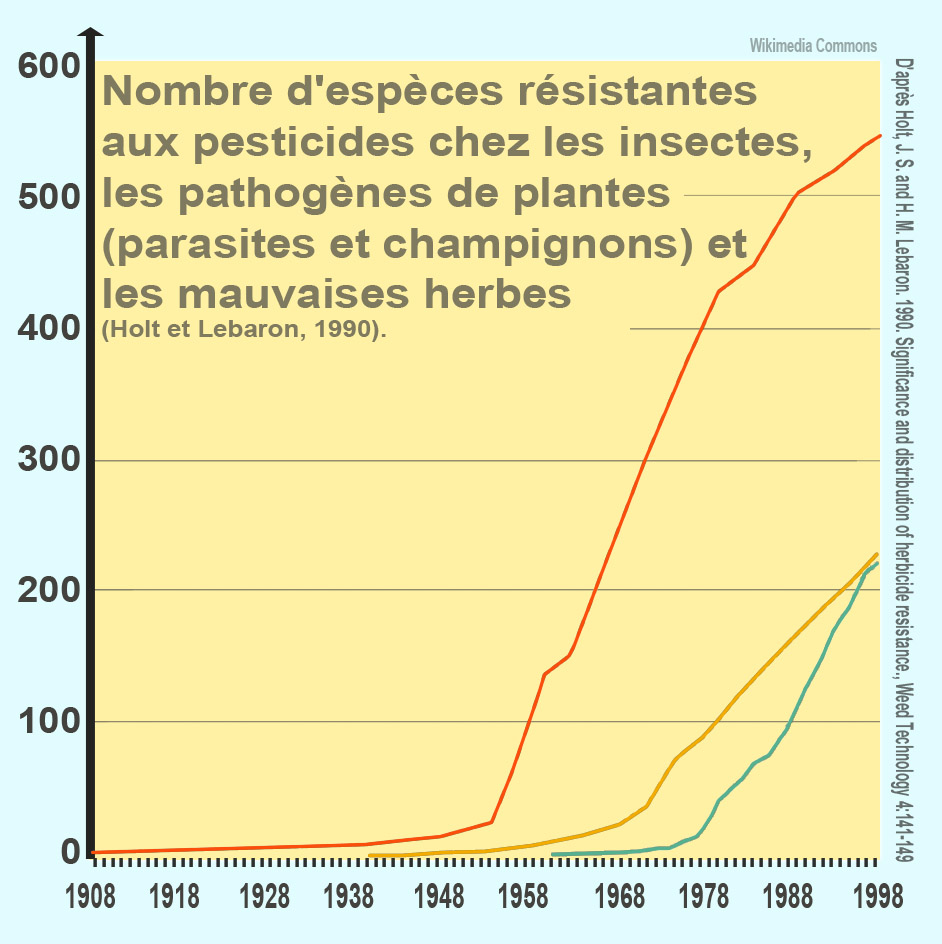
Un nombre croissant d'espèces deviennent résistantes aux biocides, dont aux pesticides, de la part d'insectes, de pathogènes de plantes (parasites et champignons) et d'adventices.

Les biocides doivent être utilisés avec précaution en raison de leur toxicité et/ou parce qu'ils contribuent à des phénomènes émergents et préoccupants d'antibiorésistance et de sélection de résistances observés, surtout depuis les années 1970-1980 chez des bactéries, virus, plantes, champignons et divers parasites et micro-organismes animaux, qui n'est pas un phénomène tout à fait nouveau, mais qui s'étend dans l'espace et à de nouveaux biocides, en aggravant dans le domaine médical le phénomène de risque nosocomial, ce qui pose des problèmes complexes d'éthique, d'éthique environnementale, de choix stratégiques et de prospective.

## Définition légale
Dans l'Union européenne, les biocides sont définis comme suit par une directive no 98/8/CE du 16 février 1998 remplacée en 2012 par un Règlement qui a conservé la même définition :
- « toute substance ou tout mélange, sous la forme dans laquelle il est livré à l’utilisateur, constitué d’une ou plusieurs substances actives, en contenant ou en générant, qui est destiné à détruire, repousser ou rendre inoffensifs les organismes nuisibles[13], à en prévenir l’action ou à les combattre de toute autre manière par une action autre qu’une simple action physique ou mécanique »
- « toute substance ou tout mélange généré par des substances ou des mélanges qui ne relèvent pas eux-mêmes du premier tiret, destiné à être utilisé pour détruire, repousser ou rendre inoffensifs les organismes nuisibles, pour en prévenir l’action ou pour les combattre de toute autre manière par une action autre qu’une simple action physique ou mécanique. »

La directive de 1998 présentait (en annexe V) une « « liste exhaustive des vingt-trois types de produits, comprenant une série indicative de descriptions pour chaque type. ». Le règlement qui la remplace présente dans son annexe V une « liste des types de produits couverts par le présent règlement avec une série indicative de descriptions pour chaque type ».
Pour le règlement de 2012, une substance préoccupante est « toute substance, autre que la substance active, intrinsèquement capable de provoquer, immédiatement ou dans un avenir plus lointain, un effet néfaste pour l’homme, en particulier les groupes vulnérables, les animaux ou l’environnement, et qui est contenue ou produite dans un produit biocide à une concentration suffisante pour présenter un risque de provoquer un tel effet ».
La directive de 1998 incluait des « biocides, connus précédemment sous le nom de pesticides à usage non agricole » et a défini le produit biocide à faible risque » comme « Un produit biocide qui ne contient comme substances actives qu'une ou plusieurs des substances énumérées à l'annexe I A et qui ne contient aucune substance préoccupante. Dans les conditions d'utilisation, ce produit biocide ne présente qu'un faible risque pour les êtres humains, les animaux et l'environnement ». Le Règlement qui remplace la directive s'applique à tous les biocides, y compris ceux qui avaient été définis comme à faibles risques « après l’expiration du premier enregistrement ».
Le règlement de 2012 supprime cette notion de « faible risque » : « les titulaires d’autorisation veillent à ce que l’étiquetage n’induise pas en erreur quant au risque que présente le produit pour la santé humaine, pour la santé animale ou pour l’environnement ou quant à son efficacité et, en tout état de cause, ne comporte pas les mentions «produit biocide à faible risque», «non toxique», «ne nuit pas à la santé», «naturel», «respectueux de l’environnement», «respectueux des animaux», ou toute autre indication similaire ». De plus, l’étiquette doit porter de manière lisible et indélébile des indications obligatoires (précisées à l'art 69 du règlement), dont un éventuel contenu en nanoargent ou autre nanoproduit, avec description des risques spécifiques éventuels qui y sont liés. Le terme «nano» doit figurer entre parenthèses après chaque mention de nanomatériaux.
La directive 2009/128/CE de 2009 « instaurant un cadre d’action communautaire pour parvenir à une utilisation des pesticides compatible avec le développement durable » précise qu'elle s’applique aux pesticides qui sont des produits phytopharmaceutiques mais qu'« il est toutefois prévu d'étendre ultérieurement le champ d’application de la présente directive aux produits biocides ».
En France, le Ministère de l'Agriculture et de la Pêche et le Ministère de l'Environnement (de l’Écologie, de l’Énergie, du Développement Durable et de l'Aménagement du Territoire) ont conjointement produit un document visant à mieux différencier les phytosanitaires au sein des biocides. Ces deux types de produits doivent néanmoins respecter le Règlement Biocide de 2012.

### Classification
Dans l'Union européenne, les biocides ont en 1998 été classés en quatre groupes, conservés par le Règlement de 2012 et comprenant 22 types de produits différents, classés comme suit :
1. Groupe des désinfectants ;
2. Groupe des produits de protection ;
3. Groupe des produits de lutte contre les espèces dites « nuisibles » ;
4. Groupe des autres produits biocides.

De manière plus détaillée, les 22 types de produits (TP) sont :
| TP n° | GROUPE 1 : Désinfectants Ce groupe exclut les produits nettoyants non destinés à avoir un effet biocide (lessive liquide, lessive en poudre et produits similaires) |
| ----- | --- |
| TP1   | Produits biocides destinés à l'hygiène humaine Les produits de cette catégorie sont des produits biocides utilisés pour l’hygiène humaine, appliqués sur la peau humaine ou le cuir chevelu ou en contact avec celle-ci ou celui-ci, dans le but principal de désinfecter la peau ou le cuir chevelu. |
| TP2   | Désinfectants et produits algicides non destinés à l’application directe sur des êtres humains ou des animaux Produits utilisés pour désinfecter les surfaces, les matériaux, les équipements et le mobilier qui ne sont pas utilisés en contact direct avec les denrées alimentaires ou les aliments pour animaux. Les lieux d’utilisation incluent notamment les piscines, les aquariums, les eaux de bassin et les autres eaux, les systèmes de climatisation, ainsi que les murs et sols dans les lieux privés, publics et industriels et dans d’autres lieux d’activités professionnelles. Produits utilisés pour désinfecter l’air, les eaux non utilisées pour la consommation humaine ou animale, les toilettes chimiques, les eaux usées, les déchets d’hôpitaux et le sol. Produits utilisés comme produits algicides pour le traitement des piscines, des aquariums et des autres eaux, ainsi que pour le traitement curatif des matériaux de construction. Produits utilisés pour être incorporés dans les textiles, les tissus, les masques, les peintures et d’autres articles ou matériaux, afin de produire des articles traités possédant des propriétés désinfectantes. |
| TP3   | Hygiène vétérinaire Produits utilisés pour l’hygiène vétérinaire, tels que désinfectants, savons désinfectants, produits d’hygiène buccale ou corporelle ou ayant une fonction antimicrobienne. Produits utilisés pour désinfecter les matériaux et surfaces associés à l’hébergement ou au transport des animaux. |
| TP4   | Surfaces en contact avec les denrées alimentaires et les aliments pour animaux Produits utilisés pour désinfecter le matériel, les conteneurs, les ustensiles de consommation, les surfaces ou conduits utilisés pour la production, le transport, le stockage ou la consommation de denrées alimentaires ou d’aliments pour animaux (y compris l’eau potable) destinés aux hommes ou aux animaux. Produits utilisés pour l’imprégnation des matériaux susceptibles d’entrer en contact avec des denrées alimentaires. |
| TP5   | Eau potable Produits utilisés pour désinfecter l’eau potable destinée aux hommes et aux animaux. |

| TP n° | GROUPE 2 : Produits de protection Sauf indication contraire, ces types de produits ne concernent que des produits visant à prévenir le développement microbien et le développement des algues |
| ----- | --- |
| TP6   | Protection des produits pendant le stockage Produits utilisés pour protéger les produits manufacturés, autres que les denrées alimentaires, les aliments pour animaux, les produits cosmétiques, les médicaments ou les dispositifs médicaux, par la maîtrise des altérations microbiennes afin de garantir leur durée de conservation. Produits utilisés comme produits de protection pour le stockage ou l’utilisation d’appâts rodenticides, insecticides ou autres.                                                      |
| TP7   | Produits de protection pour les pellicules Produits utilisés pour protéger les pellicules ou les revêtements par la maîtrise des altérations microbiennes ou de la croissance des algues afin de sauvegarder les propriétés initiales de la surface des matériaux ou objets tels que les peintures, les plastiques, les enduits étanches, les adhésifs muraux, les liants, les papiers et les œuvres d'art |
| TP8   | Produits de protection du bois Produits utilisés pour protéger le bois provenant de scieries, y compris pendant la phase de transformation dans la scierie, ou les produits du bois par la maîtrise des organismes qui détruisent ou déforment le bois, y compris les insectes. Ce type de produits comprend à la fois les produits de traitement préventifs et curatifs. |
| TP9   | Produits de protection des fibres, du cuir, du caoutchouc et des matériaux polymérisés Produits utilisés pour protéger les matières fibreuses ou polymérisées telles que le cuir, le caoutchouc, le papier ou les produits textiles par la maîtrise des altérations microbiologiques. Ce type de produits comprend les produits biocides qui empêchent l’accumulation de microorganismes sur la surface des matériaux et qui préviennent ou empêchent la formation d’odeurs et/ou qui présentent d’autres types d’avantages. |
| TP10  | Produits de protection des matériaux de construction Produits utilisés pour protéger les ouvrages de maçonnerie, les matériaux composites ou les matériaux de construction autres que le bois par la lutte contre les attaques microbiologiques et les algues. |
| TP11  | Produits de protection des liquides utilisés dans les systèmes de refroidissement et de fabrication Produits utilisés pour protéger l’eau ou les autres liquides utilisés dans les systèmes de refroidissement et de fabrication par la lutte contre les organismes nuisibles tels que les microbes, les algues et les moules. Les produits utilisés pour désinfecter l’eau potable ou l’eau des piscines ne sont pas compris dans ce type de produits.                                                                      |
| TP12  | Produits anti-biofilm Produits utilisés pour prévenir ou lutter contre la formation d’un biofilm sur les matériaux, équipements et structures utilisés dans l’industrie, par exemple sur le bois et la pâte à papier ou les strates de sable poreuses dans l’industrie de l’extraction du pétrole. |
| TP13  | Produits de protection des fluides de travail ou de coupe Produits pour lutter contre les altérations microbiennes des fluides utilisés pour le travail ou la coupe du métal, du verre ou d’autres matériaux. |

| TP n° | GROUPE 3 : Produits de lutte contre les nuisibles |
| ----- | --- |
| TP14  | Rodenticides Produits utilisés pour lutter contre les souris, les rats ou autres rongeurs, par d’autres moyens qu’en les repoussant ou en les attirant. |
| TP15  | Avicides Produits utilisés pour lutter contre les oiseaux, par d’autres moyens qu’en les repoussant ou en les attirant. |
| TP16  | Molluscicides, vermicides et produits utilisés pour lutter contre les autres invertébrés Produits utilisés pour lutter contre les mollusques, les vers et les invertébrés non couverts par d’autres types de produits, par d’autres moyens qu’en les repoussant ou en les attirant. |
| TP17  | Piscicides Produits utilisés pour lutter contre les poissons, par d’autres moyens qu’en les repoussant ou en les attirant. |
| TP18  | Insecticides, acaricides et produits utilisés pour lutter contre les autres arthropodes Produits utilisés pour lutter contre les arthropodes (tels que les insectes, les arachnides et les crustacés), par d’autres moyens qu’en les repoussant ou en les attirant. |
| TP19  | Répulsifs et appâts Produits utilisés pour lutter contre les organismes nuisibles (qu’il s’agisse d’invertébrés comme les puces ou de vertébrés comme les oiseaux, les poissons ou les rongeurs), en les repoussant ou en les attirant, y compris les produits utilisés, pour l’hygiène humaine ou vétérinaire, directement sur la peau ou indirectement dans l’environnement de l’homme ou des animaux. |
| TP20  | Lutte contre d’autres vertébrés Produits utilisés pour lutter contre les vertébrés autres que ceux déjà couverts par les autres types de produits de ce groupe, par d’autres moyens qu’en les repoussant ou en les attirant. |

| TP n° | GROUPE 4 : Autres produits biocides |
| ----- | --- |
| TP21  | Produits antisalissure Produits utilisés pour lutter contre le développement et le dépôt d’organismes salissants (microbes et formes supérieures d’espèces végétales ou animales) sur les navires, le matériel d’aquaculture ou d’autres installations utilisées en milieu aquatique. |
| TP22  | Fluides utilisés pour l’embaumement et la taxidermie Produits utilisés pour désinfecter et préserver la totalité ou certaines parties de cadavres humains ou animaux. |

## Le règlement européen
Proposé en juin 2009 par la Commission européenne pour remplacer à terme la Directive Biocide de 1998, un tel projet vise des biocides plus sûrs et une simplification des procédures jugées trop lourdes par les industrielles. 
Ce projet a été voté et complété, le 20 décembre 2010, par les ministres de l'environnement (après vote du Parlement européen) ;
- L'interdiction des biocides non autorisés ne concerne que leur usage en Europe, mais concernerait maintenant aussi les articles importés dans l'Union européenne. 
L'autorisation de l'UE sera d'abord obligatoire pour quelques produits à partir de 2013 (conservateurs en pot, antifongiques, biocides pour textiles et fibres, cuir, caoutchouc et polymères, biocides utilisés dans la transformation des métaux ou dans les fluides pour l'embaumement et la thanatopraxie) avant d'être généralisée avant 2020 pour la plupart des biocides.
- Certaines des substances les plus toxiques (cancérogènes ou reprotoxiques avérés), ainsi que les produits chimiques agissant comme des perturbateurs endocriniens et certaines substances persistantes, bioaccumulatrices et toxiques (PBT) ou très persistantes et très bioaccumulables (vPvB), soulignent les ministres, seront désormais interdites, et près de 270 biocides sont en cours d'évaluation toxicologique (correspondant à plusieurs milliers de produits soumis à autorisation dans le marché européen).
- Médicaments antibiotiques et pesticides agricoles et vétérinaires restent cependant exclus de cette réglementation (soumis à d'autres directives).
- Les demandes d'autorisation transitoire seront simplifiées et le champ d'application de la directive a été élargi à certains articles (ex : meubles ou les vêtements imprégnés de biocides dont nano-argent dans les chaussettes anti-odeur, les sacs de couchage ou certains divans) qui ne peuvent plus être traités avec des produits chimiques non autorisés et doivent maintenant être étiquetés,
- L'Agence européenne des produits chimiques (Echa) est invitée à délivrer des autorisations à la fois pour les substances et pour les produits (opération facultative complétant le système en cours d'autorisations nationales).
- Certains produits toxiques pourraient continuer à être autorisés avec dérogation sous certaines conditions, quand ils semblent nécessaires pour « prévenir un risque grave pour la santé publique ou pour l'environnement ».

Le 19 janvier 2012, le projet a été validé en seconde lecture par le Parlement européenà une très large majorité (626 voix pour, 10 voix contre et 9 abstentions), après un accord intervenu le 24 novembre 2011 avec le Conseil sur le projet de règlement. Le Conseil des Ministres a ensuite adopté formellement ce texte qui vise à permettre un « renforcement des contrôles afin d’assurer que les produits ne constituent pas une menace pour les organismes non ciblés, l’être humain et l’environnement. Les substances les plus dangereuses - celles qui sont cancérigènes, qui affectent les gènes ou les hormones, ou qui sont toxiques pour la reproduction – seront en principe interdites », mais avec des procédures d'autorisation simplifiées, présentées comme devant inciter les entreprises à développer et mettre sur le marché plus rapidement des produits plus sûrs, pouvant néanmoins aussi rendre plus difficile l'évaluation des risques. Ce texte vise aussi à « faciliter la reconnaissance des approbations entre États membres et à accroître le nombre d’évaluations à l’échelle européenne ».

### Entrée en vigueur
Ce règlement est en vigueur le 1er septembre 2013, renforçant la réglementation européenne sur les biocides (dont désinfectants et produits antiparasitaires) ; 
- Sur 964 substances identifiées de 2000 à 2003, plus de la moitié ont déjà été remplacées ou supprimées entre 1998 et 2013. En 2007, 374 parmi ces 964 substances actives (et 1.836 couples substance active/type de produit) ont été notifiés et inscrits à l'annexe II du règlement (CE) n°1451/2007, entrant ainsi dans une procédure d'examen toxicologique ou écotoxicologique afin d'aider les industriels à substituer des « alternatives » (substances moins dangereuses) aux biocides les plus préoccupantes pour la santé et l'environnement (par exemple des produits de traitement du bois hautement toxiques peuvent être remplacés par un traitement à l'alcool furfurylique polymérisé à chaud (traitement dit de rétification du bois) et cet alcool peut être extrait de sous-produits agricoles).
- Ces procédures se déroulent sous l'égide et le contrôle de l'Agence européenne des produits chimiques (Echa) qui est déjà chargée de la directive Reach ; 
une procédure procédure simplifiée concerne les produits considérés à faible risque et contenant des substances peu préoccupantes (naturelles, utilisées comme additifs alimentaires...). 
En fait, près de 60 % des biocides identifiées « n'ont pas été défendues (par les industriels) et ont été supprimées du programme par la suite, au plus tard le 1er septembre 2006, selon la Commission européenne. Et même après notification, la moitié des combinaisons substance active/type de produit a été retirée du programme d'examen »[18] ;
- Les produits importés de pays non-européens et ayant été traités par des biocides seront désormais soumis à contrôles. Si ces biocides utilisés sont non-approuvées au niveau européen, leur importation est dorénavant interdite[19].
- En France un portail Internet helpdesk-biocides a été mis en place par l'Anses, notamment destiné à aider les opérateurs économiques voulant déposer des demandes d'AMM pour des biocides nouveaux ou produits de substitution[20]

## Usage
Ces produits sont généralement commercialisés pour lutter contre des pathogènes et micro-organismes non désirés.
Si le mot est utilisé comme qualificatif, une définition élargie englobe par exemple les micro-ondes, les UV, les Rayons X ou le chauffage dont on dira qu'ils ont un effet biocide. 
Exemple : l'ozone, l'eau de javel ou le dioxyde de chlore sont de puissants désinfectants utilisés dans le traitement de l’eau potable, de refroidissement ou de lavage dans l’industrie alimentaire. Ce ne sont pas des pesticides ni des phytosanitaires, mais des biocides, de même que divers antifongiques (organomercuriels autrefois, interdits aujourd'hui) et antibactériens utilisés pour la conservation des pâtes à papier (exemple : benzothiazoled based)
Les biocides sont soumis à réglementation, et notamment à une directive européenne pour les États-membres de l'Union Européenne.

## Les biocides naturels
Le cuivre, le bronze et le laiton sont les premiers matériaux officiellement autorisés à revendiquer des propriétés sanitaires aux États-Unis depuis 2008. Cette reconnaissance est une étape importante pour l’utilisation du cuivre comme agent antibactérien.

### Le cuivre
Depuis l’Antiquité, le cuivre est utilisé par l’homme pour ses vertus sanitaires, notamment pour soigner les infections et prévenir les maladies. Avant même la découverte des micro-organismes, les Égyptiens, les Grecs, les Romains et les aztèques utilisaient des préparations à base de cuivre pour leurs maux de gorge, éruptions cutanées et pour l’hygiène quotidienne. En mars 2008, l’Agence américaine de protection de l’environnement (EPA) a homologué le cuivre et ses alliages en tant qu’agents antibactériens capables de lutter contre la prolifération de certaines bactéries responsables d’infections potentiellement mortelles.
Une étude publiée le 17 mars 2020 dans la revue médicale The New England Journal of Medicine démontre que le cuivre a une action biocide sur le COVID-19 qu’il éradique en moins de 4 heures.

#### Les surfaces de contact
Si le cuivre est employé depuis longtemps sur les objets du quotidien (entre autres sur les poignées de porte) pour ses vertus biocides, son prix en constante augmentation a considérablement limité son utilisation. Un essai pourtant promettant lancé en 2010 à l’hôpital privé St Francis en Irlande dans le but de limiter les risques d’infections nosocomiales a dû être abandonné faute de budget. Les résultats de l’expérimentation de l’hôpital de Birmingham montrent pourtant que les surfaces en cuivre permettent d’éradiquer 90 à 100 % des micro-organismes tels que le staphylocoque doré résistant à la méticilline (SARM) en milieu hospitalier.
Il faut attendre 2013 pour qu'une entreprise française, MetalSkin, ne développe un procédé de revêtement constitué de cuivre recyclé en poudre mélangé à de la résine,. Un test, réalisé en 2013 à la clinique Saint-Roch de Montpellier, s'est avéré probant. Ce revêtement peut diviser par 3000 le nombre de bactéries en une heure. La forme soluble de ce revêtement permet d'élargir les supports sur lesquels il peut être appliqué. Ainsi, les claviers ou souris d'ordinateur, les coques de portable et toutes les surfaces potentiellement propagatrices de bactéries peuvent être traitées pour devenir auto-décontaminantes.